# Elias Strokirk

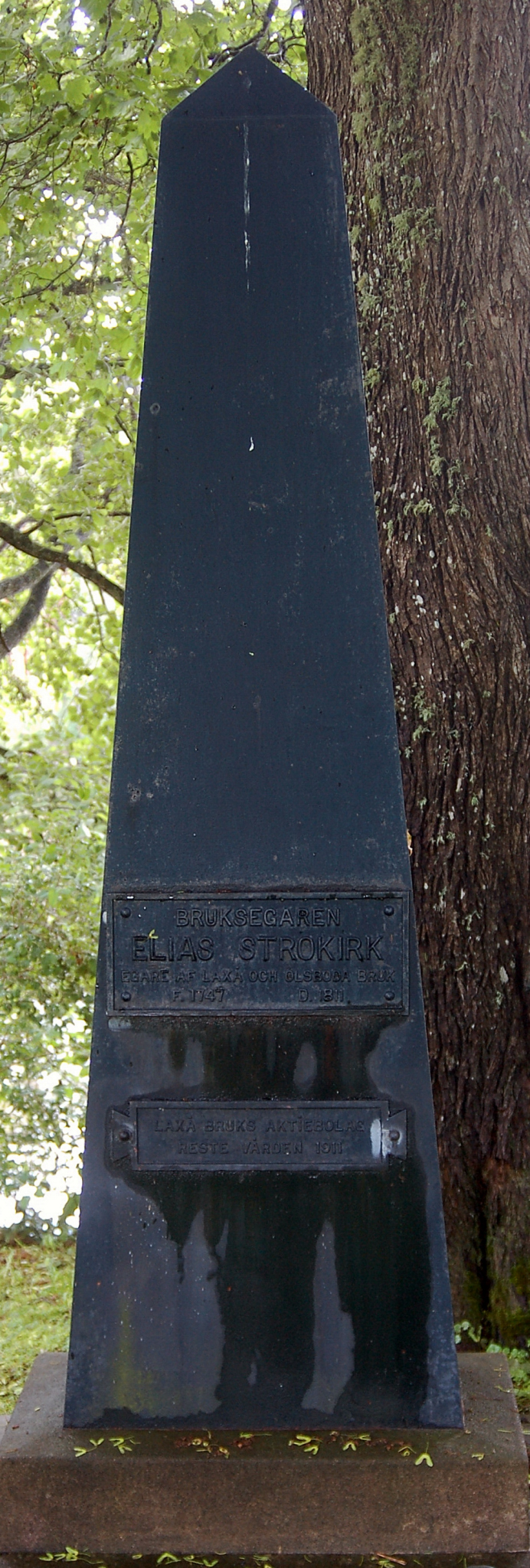
Elias Strokirks gravvård på kyrkogården i Åtorp. Minnesmärket restes av Laxå bruk 1911.

Elias Strokirk, född 1747 på Hjärsta, död 1811 i Nysunds socken var en svensk brukspatron, som ägde Laxå och Ölsboda bruk.

## Biografi
Elias Strokirk var son till Anders Strokirk den yngre och Elisabeth Valtinsson. Han köpte Ölsboda bruk i Nysunds socken 1771 av Johan Camitz, där lät han också uppföra en skola. Det var genom Elias Strokirks köp av Ölsboda som bruket kom i släkten Strokirks ägo. Han uppförde också en rödmålad mangårdsbyggnad i två våningar och ökade byggnadsbeståndet ytterligare med båthus och klensmedja samt påbörjade bygget av Ölsboda herrgård, som slutfördes av hans son, Jeppe Strokirk, efter hans frånfälle.
Strokirk var gift med Anna Christina Camitz, dotter till brukspatron Johan Camitz och Christina Wivika Wester. Elias Strokirk gravsattes på Nysunds kyrkogård.